# Delia Derbyshire
Delia Ann Derbyshire (n. 5 mai 1937, Coventry, Anglia, Regatul Unit – d. 3 iulie 2001, Northampton, Anglia, Regatul Unit) a fost o muziciană și compozitoare engleză de muzică electronică. A avut o carieră notabilă la BBC Radiophonic Workshop⁠(d) în anii 1960, fiind autoarea aranjamentului electronic al temei muzicale⁠(d) a serialului britanic științifico-fantastic Doctor Who. Ea a fost numită „eroina necunoscută a muzicii electronice britanice”, influențând muzicieni precum Aphex Twin, Chemical Brothers și Paul Hartnoll⁠(d) din formația Orbital⁠(d).

## Biografie

### Tinerețe
Derbyshire s-a născut la Coventry, în familia Emmei (născută Dawson) și a lui Edward Derbyshire. Tatăl ei era un muncitor specializat în prelucrarea tablei. Delia a avut o soră, care a murit de tânără. Tatăl ei a murit în 1965, iar mama în 1994.
În timpul celui de-al Doilea Război Mondial, imediat după bombardamentele de la Coventry⁠(d) din 1940, a fost transportată la Preston, Lancashire din motive de siguranță. Părinții ei erau originari din acest oraș și majoritatea descendenților ei locuiesc încă în zonă. Era foarte inteligentă și, la vârsta de patru ani, învăța alții copii să citească și să scrie în școala primară, dar a spus „Radioul a fost educația mea”. Părinții i-au cumpărat un pian când avea opt ani. A fost educată la Barr's Hill Grammar School⁠(d) din 1948 până în 1956 și a fost acceptată atât la Oxford, cât și la Cambridge, „destul de impresionant pentru o fată din clasa muncitoare în anii ’50, când doar unul din 10 [elevi] erau fete”. A beneficiat de o bursă pentru a studia matematica la Girton College, Cambridge⁠(d), dar, în afară de un oarecare succes în teoria matematică a electricității, ea susține că nu s-a descurcat. După un an la Cambridge a trecut la muzică, absolvind în 1959 cu o diplomă de licență în matematică și muzică, cu specializarea în istoria muzicii medievale și moderne și calificare la pian.
Imediat după absolvire, a mers la biroul de angajare post-universitară și a spus că este interesată de „sunet, muzică și acustică”, la care i s-a recomandat să se angajeze „fie în aparate de auz⁠(d), fie în măsurarea adâncimii cu ajutorul sunetului⁠(d)”. A mers la interviu la Decca Records⁠(d), dar i s-a comunicat că compania nu angajează femei în studiourile lor de înregistrări. În cele din urmă, a ocupat funcții la Biroul Națiunilor Unite de la Geneva, din iunie până în septembrie 1959, predând pianul copiilor consulului general britanic și matematică copiilor diplomaților canadieni și sud-americani. Apoi, din septembrie până în decembrie, a lucrat ca asistent al lui Gerald G. Gross, șef al conferințelor radio administrative plenipotențiare la Uniunea Internațională a Telecomunicațiilor. S-a întors la Coventry și din ianuarie până în aprilie 1960 a predat discipline generale într-o școală primară de acolo. Apoi a plecat la Londra, unde din mai până în octombrie a fost asistentă în departamentul de promovare al editurii muzicale Boosey & Hawkes⁠(d).

### BBC Radiophonic Workshop
În noiembrie 1960, s-a alăturat BBC ca manager de studio asistent stagiar și a lucrat la Record Review, un program de revistă în care criticii revizuiau înregistrările de muzică clasică. Ea a spus: „Unii oameni au crezut că am un fel de a doua vedere. Când unul dintre criticii de muzică spunea: «Nu știu unde este, dar e acolo unde intervin tromboanele», eu ridicam piesa să o țin la lumină, vedeam tromboanele și puneam acul exact acolo unde voia. Și ei se minunau.” Apoi a auzit despre BBC Radiophonic Workshop⁠(d) (atelierul radiofonic al BBC) și a decis că vrea să lucreze acolo. Această decizie a fost primită cu o oarecare nedumerire de către șefii responsabili de program pentru că oamenii erau de obicei „trimiși” la atelierul radiofonic. În aprilie 1962 a fost totuși repartizată acolo, în cartierul Maida Vale⁠(d), unde timp de unsprezece ani urma să creeze muzică și sunet pentru aproape 200 de programe de radio și televiziune.
În august 1962, ea a fost asistenta compozitorului Luciano Berio la o școală de vară de două săptămâni a Dartington Hall⁠(d), ocazie pentru care a împrumutat echipament BBC.
Una dintre primele ei lucrări, de altfel cea mai cunoscută, a fost realizarea electronică în 1963 a unei partituri de Ron Grainer⁠(d) pentru tema muzicală a serialului Doctor Who⁠(d), una dintre primele teme muzicale create și produse în întregime electronic. Când Grainer a auzit compoziția, a fost atât de uimit de aranjamentul inedit, încât a întrebat: „Chiar am scris eu asta?”, la care Derbyshire a răspuns: „Cea mai mare parte”.  Grainer a încercat să îi ofere o recunoaștere oficială drept co-compozitor, lucru care a nu a avut loc din cauza birocrației BBC, care prefera ca membrii atelierului să rămână anonimi. Ea nu a apărut nici în titlurile de final ale serialului, decât la rularea episodului aniversar de 50 de ani, The Day of the Doctor⁠(d). Aranjamentul original al lui Derbyshire a servit drept temă principală a Doctor Who în primele șaptesprezece sezoane, din 1963 până în 1980. Tema a fost modificată de-a lungul anilor, deși singura versiune pe care o agrea era originalul. Delia a compus și alte piese pentru coloana sonoră a serialului, printre care „Blue Veils and Golden Sands”, „The Delian Mode” și „Inferno”.
În 1964-65, ea a colaborat cu artistul și dramaturgul britanic Barry Bermange la BBC Third Programme⁠(d) pentru a crea Inventions for Radio⁠(d), o serie de colaje audio în care diferiți oameni își descriu gândurile despre vise, credința în Dumnezeu, posibilitatea vieții după moarte și experiența bătrâneții, pe un fundal sonor electronic. În 1966, a colaborat cu compozitorul George Newson⁠(d) la drama radio experimentală a BBC The Man Who Collected Sounds, produsă de Douglas Cleverdon⁠(d).

### Unit Delta Plus
În 1966, în timp ce lucra la BBC, Derbyshire, colegul său de atelier Brian Hodgson⁠(d) și fondatorul Electronic Music Studios⁠(d) Peter Zinovieff⁠(d) au înființat Unit Delta Plus, o organizație pe care intenționau să o folosească pentru a crea și promova muzică electronică. Cu sediul într-un studio din casa lui Zinovieff din Putney⁠(d), ei și-au expus muzica la festivaluri de muzică experimentală și electronică, inclusiv The Million Volt Light and Sound Rave din 1966, unde a avut loc unica interpretare live a „Carnival of Light⁠(d)” de Beatles.
În 1966, ea a înregistrat un demo cu Anthony Newley⁠(d), intitulat „Moogies Bloogies”. Newley s-a mutat în Statele Unite, iar cântecul a rămas nelansat până în 2014. După o evoluție proastă la Royal College of Art⁠(d), în 1967, Unit Delta Plus s-a desființat.

### Anii Kaleidophon și Electrophon
La sfârșitul anilor 1960, ea a colaborat din nou cu Hodgson, dar și cu muzicianul David Vorhaus, pentru a înființa studioul Kaleidophon în Camden Town⁠(d). Studioul a produs muzică electronică pentru producțiile de teatru din Londra, iar în 1968 a lansat primul album, intitulat An Electric Storm⁠(d). Albumul trio-ului, cunoscut drept formația White Noise, este considerat unul influent în istoria muzicii electronice. Ulterior, Derbyshire și Hodgson au părăsit formația, iar viitoarele albume White Noise au fost proiecte solo ale lui Vorhaus.
Trio-ul, sub diferite pseudonime, a contribuit la Standard Music Library. Multe dintre aceste înregistrări, inclusiv compoziții ale lui Derbyshire su pseudonimul „Li De la Russe” (anagramă a prenumelui „Delia” și o referire la părul ei castaniu) au fost folosite în seriale SF din anii 1970 de pe ITV, care concurau cu Doctor Who: The Tomorrow People⁠(d) și Timeslip⁠(d).
În 1967, Derbyshire a lucrat la sunet alături de partitura lui Guy Woolfenden⁠(d) pentru producția Macbeth a lui Peter Hall⁠(d) cu Royal Shakespeare Company. Cei doi compozitori au contribuit și la coloana sonoră a filmului Work Is a Four-Letter Word⁠(d) (1968), regizat de același Hall. Alte lucrări ale ei din această perioadă au inclus participarea la un eveniment de muzică electronică la The Roundhouse⁠(d), care a prezentat și lucrări de Paul McCartney, partitura pentru o prezentare de modă studențească sponsorizată de Imperial Chemical Industries⁠(d), dar și sunete pentru Circle of Light, un film regizat de Anthony Roland⁠(d). Ea a compus o partitură pentru scurtmetrajul lui Yoko Ono Wrapping Event, dar nu se cunoaște dacă mai există vreo copie a filmului care să includă coloana sonoră.
În 1973, Derbyshire a părăsit BBC și a lucrat pentru scurt timp la studioul Electrophon al lui Hodgson, unde a contribuit la coloana sonoră a filmului The Legend of Hell House⁠(d).
În 1975, ea a încetat să mai producă muzică. Lucrările sale finale au inclus două coloane sonore pentru scurtmetrajele Een Van Die Dagen („Una dintre aceste zile”; 1973) și Overbruggen („Despre poduri”; 1975), create de Madelon Hooykaas⁠(d) și Elsa Stansfield⁠(d).

### Ultimii ani
După încheierea carierei sale muzicale, Derbyshire a lucrat la British Gas⁠(d) ca operator radio la un proiect de instalare a conductelor, ulterior într-o galerie de artă și într-o librărie. La sfârșitul anului 1974, s-a căsătorit cu David Hunter. Relația a fost scurtă, deși cuplul nu a divorțat niciodată. Ea a frecventat, de asemenea, Muzeul și Galeria de Artă LYC înființate de artistul chinez Li Yuan-chia⁠(d) în Cumbria și a lucrat acolo ca asistentă. În 1978, s-a întors la Londra și l-a cunoscut pe Clive Blackburn. În ianuarie 1980, a cumpărat o casă în Northampton, în care patru luni mai târziu s-a mutat Blackburn. El a rămas partenerul ei pentru tot restul vieții.
În 2001, a revenit la muzică, furnizând sunete pentru Sychrondipity Machine (Taken from an Unfinished Dream), o piesă de 55 de secunde compusă de Peter Kember⁠(d) pentru compilația Grain: A Compilation of 99 Short Tracks, lansată de Dot Dot Dot Music în 2001. Penrtu această contribuție, ea este creditată cu „sunete lichide de hârtie generate folosind sinteza Fourier⁠(d) a sunetului bazată pe informații foto/pixeli (B2wav – bitmap to sound)”. Piesa a fost lansată postum și a fost dedicată ei.
Cea din urmă perioadă a vieții a fost haotică din cauza luptei lui Derbyshire cu alcoolismul. Ea a murit de insuficiență renală cauzată de cancer, la vârsta de 64 de ani, în iulie 2001.

## Arhivă
După decesul Deliei Derbyshire, în podul ei au fost găsite 267 de benzi magnetice și o cutie cu foi de hârtie. Acestea au fost încredințate compozitorului Mark Ayres⁠(d), care salvase arhiva de casete a atelierului radiofonic, iar în 2007 au fost transmise Universității din Manchester pentru conservare. Benzile constau în principal din materiale ale proiectellor independente ale compozitoarei (de exemplu pentru producții de teatru, filme și festivaluri), unele dintre lucrările ei de la BBC (majoritatea lucrărilor ei de la BBC, inclusiv versiunea originală a temei muzicale a Doctor Who, sunt găzduite de BBC Archive Center în Perivale), înregistrări nedifuzate ale interviurilor cu Derbyshire și înregistrări de muzică a altor compozitori și muzicieni, printre care Karlheinz Stockhausen, Krzysztof Penderecki și Can. Aproape toate benzile au fost digitalizate în 2007 de Louis Niebur și David Butler, dar nicio piesă muzicală nu a fost publicată din cauza situației complicate a drepturilor de autor. În 2010, universitatea a achiziționat colecția de hârtie și artefacte din copilărie ale lui Derbyshire de la Andi Wolf. Donațiile ulterioare către arhivă au inclus articole și înregistrări ale lui Brian Hodgson, Madelon Hooykaas, Jo Hutton și Elisabeth Kozmian. Aceste colecții de materiale, inclusiv documentele de lucru ale lui Derbyshire și versiunile digitalizate ale benzilor, sunt accesibile la Biblioteca John Rylands⁠(d) din Manchester. Materialul din arhivă a fost folosit în partitura atelierului radiofonic pentru filmul Possum din 2018 și a oferit o sursă de inspirație pentru artista Cosey Fanni Tutti⁠(d) în coloana sonoră a filmului Delia Derbyshire: The Myths And The Legendary Tapes (2020).

## Recunoaștere

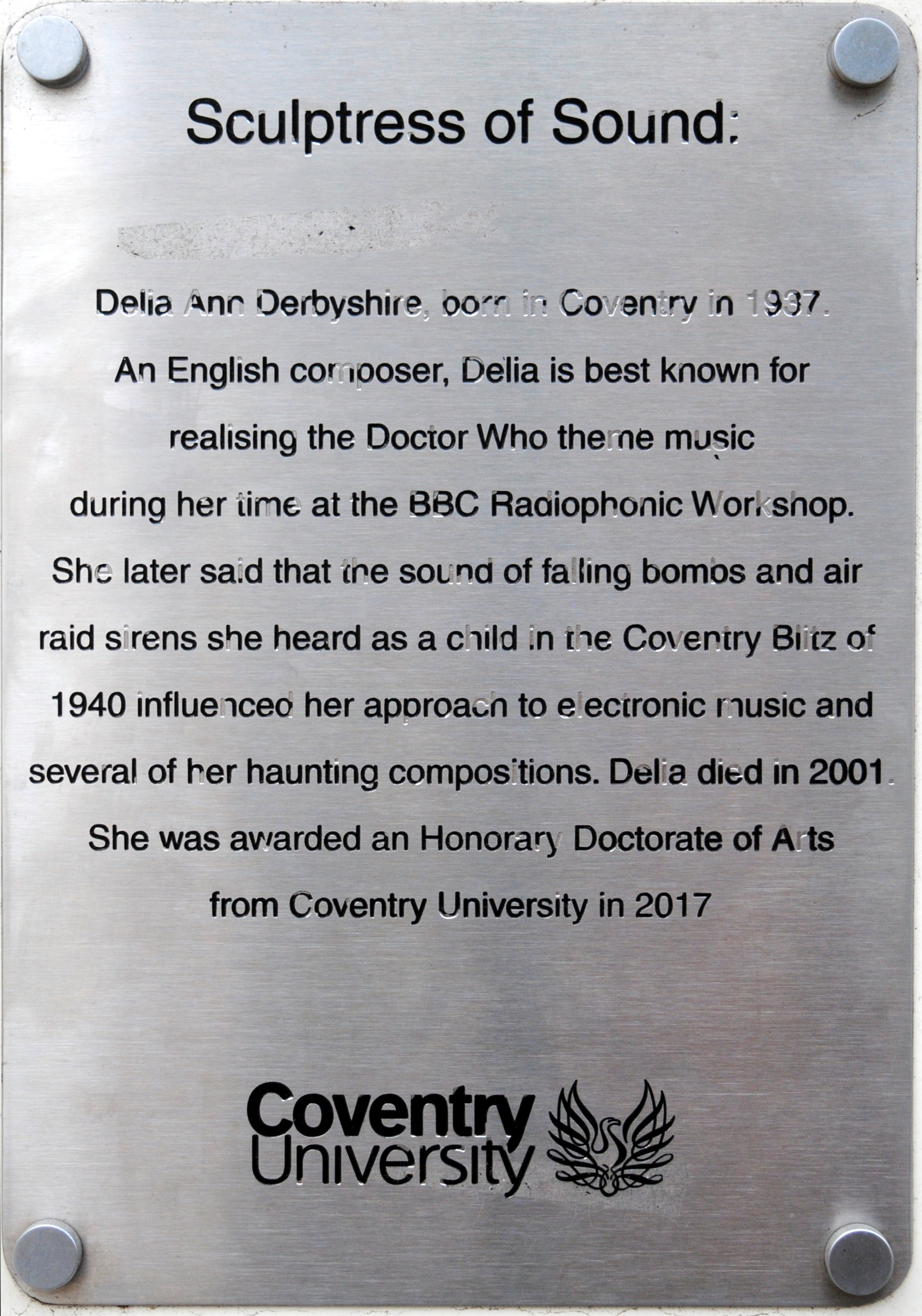
Placă comemorativă a Deliei Derbyshire la

În orașul natal al artistei, Coventry, o stradă a fost numită în cinstea ei în noiembrie 2016: „Derbyshire Way”.
La 15 iunie 2017, o placă albastră a fost dezvelită la fosta casă a lui Derbyshire, 104 Cedars Avenue în Coventry, ca parte a unei inițiative a BBC de celebrare a muzicienilor și locurilor notabile. La ceremonie au fost prezenți foști actori ai Doctor Who, Colin Baker⁠(d) și Nicola Bryant⁠(d).
La 20 noiembrie 2017, Derbyshire a fost decorată post-mortem cu un doctorat onorific pentru contribuțiile sale notabile la muzica electronică, de către Coventry University⁠(d), care a instalat, de asemenea, o placă în cinstea ei, pe fațada clădirii Ellen Terry. Alături de placă este o pictură murală care o înfățișează pe Derbyshire. La Muzeul de muzică din Coventry⁠(d) există o expoziție permanentă dedicată Deliei.
În 2022, Coventry University a anunțat că noua clădire emblematică a Facultății de Arte și Științe Umaniste va purta numele compozitoarei. Clădirea „Delia Derbyshire” a fost deschisă oficial în mai 2024.

### Reprezentări dramatice și documentare
În romanul The Bloater din 1968, Rosemary Tonks⁠(d) descrie un studio de sunet experimental al BBC, bazat pe Radiophonic Workshop. Tonks colaborase anterior cu Derbyshire la atelier la un poem sonor, Sono Montage (1966). Min, naratorul romanului, seamănă cu Tonks însăși, în timp ce prietena ei Jenny este bazată parțial pe Derbyshire.
În 2002, BBC Radio 4⁠(d) a difuzat o piesă radiofonică intitulată Blue Veils and Golden Sands, care a relatat povestea lui Derbyshire și a operei sale muzicale remarcabile. Rolul compozitoarei a fost jucat de Sophie Thompson⁠(d); piesa a fost scrisă de Martyn Wade.
În octombrie 2004, Tron Theatre din Glasgow a găzduit Standing Wave, o piesă scrisă de Nicola McCartney care se concentrează pe biografia lui Derbyshire. Aceasta a fost produsă de Reeling and Writhing, regizată de Katherine Morley, cu Pippa Murphy în calitate de compozitor.
În 2009, regizoarea canadiană Kara Blake a lansat The Delian Mode⁠(d), un scurtmetraj documentar despre Derbyshire. Filmul a câștigat premiul Genie pentru cel mai bun scurtmetraj documentar în 2010.
În 2013, BBC a difuzat o dramă de televiziune care descrie conceperea și primele zile ale serialului Doctor Who în 1963, intitulată An Adventure in Space and Time⁠(d), ca parte a evenimentelor de celebrare a 50 de ani de la lansarea programului. Derbyshire a apărut ca personaj, fiind interpretată de Sarah Winter⁠(d).
Episodul 5 „Derbyshire” al programului TV de știință pentru copii Absolute Genius with Dick & Dom⁠(d) de la BBC explorează conceperea de către Derbyshire a temei muzicale pentru Doctor Who.
Compania de teatru Noctium Theatre, cu sediul în Coventry, a produs o piesă numită „Hymns for Robots” despre viața profesională a lui Derbyshire.
În 2017, la BFI London Film Festival⁠(d) a fost proiectat un scurtmetraj de Caroline Catz⁠(d), intitulat Delia Derbyshire: The Myths And The Legendary Tapes. Acesta a fost extins într-un lungmetraj, care a fost lansat în octombrie 2020.
Documentarul din 2020 Sisters with Transistors⁠(d) atinge opera Deliei Derbyshire în domeniul muzicii electronice și compunerea coloanei sonore a Doctor Who.
Episodul 4 din serialul documentar „Watch the Sound⁠(d)” (2021) al lui Mark Ronson de pe Apple TV+, care tratează istoria sintetizatoarelor, include referiri la contribuțiile lui Derbyshire.